# Ihor Pawluk
Ihor Pawluk (ukr. І́гор Зино́війович Павлю́к, ur. 1 stycznia 1967 w Użowej (ukr. Ужова) na Wołyniu) – poeta, pisarz, naukowiec, doktor nauk humanistycznych w zakresie komunikacji społecznej, profesor.
Laureat Narodowej Nagrody Szewczenki „Zaliznyj Mamaj”, krajowej nagrody literackiej imienia Hryhorijа Skoworodу, międzynarodowej nagrody literacktej imienia Nikołaja Gogola „Triumph”, nagrody angielskiego PEN Clubu, Laureat Szwajcarskiej Nagrody Literackiej, i innych.

## Życiorys
Matka pisarza zmarła dziesięć dni po jego narodzinach. Chłopiec był wychowywany przez dziadków – wysiedleńców z Chełmszczyzny.
Z wyróżnieniem ukończył szkołę średnią w Dorosyniach (ukr. Доросині). Studiował w Wyższej Inżynieryjno-Budowlanej Akademii Wojskowej w Leningradzie, którą porzucił na drugim roku, kiedy zaczął pisać wiersze. Rezygnacja z nauki w tej uczelni pociągnęła za sobą konieczność odbycia uciążliwej służby wojskowej w odległych rejonach tajgi zabajkalskiej, gdzie wraz z więźniami zajmował się budową dróg.
W latach 1986–1987 był korespondentem rejonowej gazety w Kiwercach na Wołyniu. W 1987 roku rozpoczął studia dziennikarskie na Uniwersytecie im. Iwana Franki we Lwowie, które z wyróżnieniem ukończył w 1992 roku.
Po zakończeniu studiów pracował przy czasopismach o charakterze religijnym; prowadził również audycje radiowe.
W latach 1993–2004 był pracownikiem naukowym w Centrum Badań Czasopism Biblioteki Naukowej we Lwowie. W międzyczasie prowadził wykłady na lwowskim Uniwersytecie im. Iwana Franki, był starszym pracownikiem naukowym Instytutu Frankoznawstwa tej samej uczelni, a także profesorem Akademii Ostrogskiej w Ostrogu na Wołyniu.
Ihor Pawluk był uczestnikiem wielu międzynarodowych festiwali i spotkań literackich poświęconych ludności wołyńskiej, jak również ukraińskim pisarzom i poetom, m.in. w Estonii, Gruzji, Rosji, Białorusi, Polsce, Turcji oraz Irlandii, Stanach Zjednoczonych, Anglii.
Obecnie jest pracownikiem naukowym Sekcji Literatury Ukraińskiej XX wieku w Instytucie Literatury im. Tarasa Szewczenki Ukraińskiej Akademii Nauk w Kijowie, a także profesorem Uniwersytetu Iwana Franki we Lwowie. Jest również członkiem zespołów redakcyjnych czasopism dotyczących literatury i sztuki: „Teren”, „Zołota Pektoral”, „Dzwin”, „Ukrajinśka literaturna hazeta”.

## Twórczość

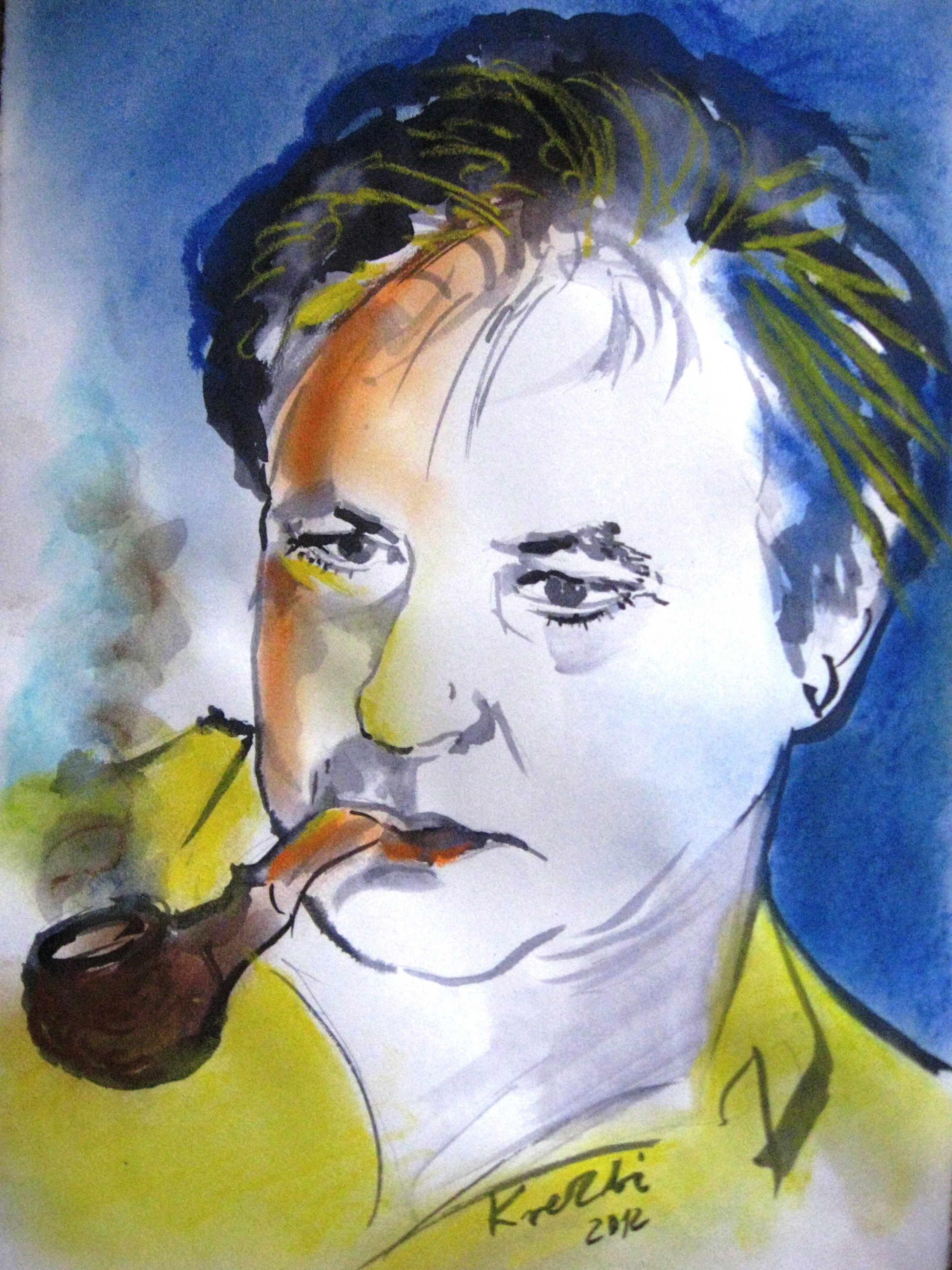
Ihor Pawluk z fajką - portret wyk. Zbigniew Kresowaty

Ihor Pawluk jest autorem ponad 2000 publikacji w różnych czasopismach i wydaniach naukowych oraz 50 książek, wśród których można wyróżnić:

### Poezję
- Ostrowy junosti (Wyspy młodości, 1990);
- Netutesznij witer (Nietutejszy wiatr, 1993);
- Hołos dennogo misiacia (Głos dziennego księżyca, 1994);
- Sklana korczma (Szklana karczma, 1995);
- Alerhija na wicznist' (Alergia na wieczność, 1999);
- Stychija (Żywioł, 2002);
- Czołowicze worożinnia (Męska wróżba, 2002);
- The angel (or) English language? (wiersze Ihora Pawluka w języku angielskim, 2004);
- Liryka (Płyta CD z wierszami Ihora Pawluka w wykonaniu Narodowego Artysty Ukrainy Swiatosława Maksymczuka, 2004);
- Bunt swiaczenoji wody (Bunt wody święconej, 2005);
- Magma (Magma, 2005);
- Bunt (Bunt, 2006);
- Kamerton (Kamerton, 2007);
- Liryka (Liryka, 2008);
- Ukrajina w dymu (Ukraina w dymie, 2009);
- Stratosfera (Stratosfera, 2010);
- Catching Gossamers / Łowlaczy osinni pawutynky (Łapiąc jesienne pajęczynki, 2011).
- Ispoved poslednewo wolhwa (Исповедь последнего волхва) (Spowiedź ostatni czarodziej, Petersburg, 2012);
- Męskie wróżby (Czołowicze worożinnia) (Przekład na język polski i przedmowa Tadeusza Karabowicza, obraz na okładce Zbigniew Ikona Kresowaty), Wydawnictwo Episteme, Lublin, 2013)[11];
- Pogonich (Woźnica, 2014); (książka liryczny poeta rosyjskiego Jewgienija Chigrina, przekład na język ukraiński Igorа Pawlukа. Przedmowa Jewgienija Reinа, Igorа Pawlukа. Kijów).
- A Flight over the Black Sea / Polit nad Czornym morem (Lot nad Morzem Czarnym, Londyn: Waterloo Press, 2014); Wiersze Ihora Pawluka angielski tłumaczenie z ukraińskiego Steven Komarnicki, przedmowa do książki napisanej: laureat Literackiej Nagrody Nobla w 2012 roku Mo Yan, Naomi Foyl, Steven Komarnicki, Dmitrij Drozdovskii.
- Magma polésien (Poleska magma); Tomik wierszy Ihora Pawluka w przekładzie na język francuski, Rouen, 2015.
- Arthania / Arthania (Arthania), (USA: Dorrance Publishing Company, 2020). Wiersze Ihora Pawluka angielski tłumaczenie z ukraińskiego Jurij Lazirko, przedmowa do książki napisanej: laureat Literackiej Nagrody Nobla w 2012 roku Mo Yan[12].

Wiersze Ihora Pawluka są publikowane w takich czasopismach, jak „The Apple Valley Review” (Volume 7, Number 2 (Fall 2012)), „Muddy River Poetry Review”, „Asymptote”, „Gold Dust” (Issue 23), „The Adirondack Review”, „The Recusant”, „Metamorphoses”. «Litieraturnaja gazieta» wydrukowała wybór wierszy Ihora Pawluka w przekładzie na język rosyjski, w polskich czasopismach «Radostowa», «Metafora», «Okolica Poetów», «Horyzont».

### Prozę
- Biohrafija derewa płemeni poetiw (Biografia drzewa plemienia poetów, 2003), czyta Narodowy Artysta Ukrainy Hryhorij Szumejko;
- Zaboronenyj cwit (Zakazany kwiat, 2007).
- Poza zonoyu (Na zewnątrz, 2012).
- Vyroshchuvannya almaziv (Rosnące diamenty, 2016).

### Monografie naukowe
- Myteć-Włada-Presa: istoryko-typołohicznyj analiz (Artysta-Władza-Prasa: analiza historyczno-typologiczna, 1997);
- Ukrajińśka łehalna presa Wołyni, Polissia, Chołmszczyny ta Pidlaszszia (Ukraińska legalna prasa Wołynia, Polesia, Chełmszczyzny i Podlasia 1917-1939, 1941-1944, 2001);
- Anotowanyj pokażczyk „Ukrajinśki czasopysy Wołyni, Polissia, Chołmszczyny ta Pidlaszszia (Indeks bibliograficzny: „Ukraińskie czasopisma Wołynia, Polesia, Chełmszczyzny i Podlasia (1917-1939), 1997);
- Diahnostyka i prohnostyka brechni: ekskursy w teoriju kwazikomunikaciji (Diagnostyka i prognostyka kłamstwa: ekskursy w teorię kwazikomunikacji,2003);
- Ukrajinśka presa Wołynśkoji obłasti 1939-1941, 1944-1920 (Ukraińska prasa obwodu wołyńskiego 1939-1941, 1944-2000, 2004);
- Chrestomatija ukrajinśkoji łehalnoji presy Wołyni, Polissia, Chołmszczyny ta Pidlaszszia (Chrestomatia ukraińskiej prasy legalnej Wołynia, Polesia, Chełmszczyzny i Podlasia 1917-1939, 1941-1944, wspólnie z Mykołą Martyniukiem, 2005);
- Pyśmennyky u presi: ukrajinśkomownyj kulturno-informacijnyj prostir Polissia, Chołmszczyny, Pidliaszszia 1917-1944 ta Wołyni 1917-2000 (Pisarze w prasie: ukraińskojęzyczna przestrzeń kulturalno-informacyjna Polesia, Chełmszczyzny i Podlasia 1917-1944 oraz Wołynia 1917-2000, 2010).

### Twórczość dla dzieci
- Sztuka teatralna dla dzieci Litajuczyj kazan (Latający baniak, 2003).

## Nagrody
- 2008  – Narodowa Nagroda Szewczenkowska „Zaliznyj Mamaj”[3]
- 2013  – Nagroda angielskiego PEN Clubu[21].
- 2021  – Szwajcarskiej Nagrody Literackiej[6].